# Doña Mencía
Pour les articles homonymes, voir Mencia (homonymie).
Doña Mencía est une ville et municipalité d’Espagne, dans la province de Cordoue, communauté autonome d’Andalousie.

## Politique et administration

### Liste des maires
| Période | Identité               | Étiquette                                       | Qualité |
| ------- | ---------------------- | ----------------------------------------------- | ------- |
| 2019 -  | Salvador Cubero Priego | Gauche unie Les Verts – Appel pour l'Andalousie |         |

### Jumelages
La ville est jumelée avec :
- Chartrettes (France)